# Дикон Ману
Дикон Ману (енгл. Deacon Manu; 18. фебруар 1979) бивши је фиџијански рагбиста. Родио се у Њу Плимуту, на Новом Зеланду и 7 сезона је професионално играо у првој лиги Новог Зеланда и најјачој лиги на свету. У супер рагбију дебитовао је за Чифсе против Варатаса 2001. Лета 2006. прелази у велшки тим Скарлетсе. 8. септембра 2006. дебитовао је у келтској лиги против Глазгова. Мајка му је Фиџијанка, па је искористо право да игра за селекцију Фиџија. За репрезентацију Фиџија дебитовао је против Шкотске 2009. Предводио је Фиџи као капитен против Аустралије у тест мечу 2010. Био је капитен репрезентације Фиџије на светском првенству 2011. 28. априла 2014. обратио се јавности и објавио да престаје да игра рагби. Отишао је у Хонгконг да ради као рагби тренер.